# Fran J. Marber
Francisco Javier Martínez Bernal, conocido por el seudónimo Fran J. Marber, es un escritor español nacido en Lorca (Murcia) en 1971. Compagina su faceta creativa como productor y guionista de cine, director artístico de bordados en oro y sedas, y escritor de novelas de ficción histórica.

## Biografía y obra literaria
Tras cursar Bachillerato en el instituto Francisco Ros Giner de Lorca opositó para la Academia General Básica de Suboficiales del Ejército de Tierra. Actualmente compagina su trabajo como empresario con su faceta artística. Master en gestión y dirección internacional de museos. Director del Área Cultural de la Fundación Lorquimur (2020/2022). Director del Museo de Bordado y Área Cultural Fundación Paso Morado.
Como DIRECTOR ARTÍSTICO DE BORDADO ha diseñado varios bordados para las cofradías de la Semana Santa en Lorca como por ejemplo el estandarte de "La Santísima Virgen de la Piedad" cuya realización dirigió junto con su padre Francisco Javier Martínez Coronel entre 1993 y 1997.En el año 2014, el estandarte de la Stma. Virgen de la Piedad, diseñado por Fran J. Marber ha sido declarado BIC (Bien de Interés Cultural) por la Comunidad Autónoma de Murcia y permanecerá expuesto en un museo de dicha localidad. También ha dirigido las túnicas de porta estandartes y faroles, y recientemente el grupo de bordado del cortejo del Stmo. Cristo de la Misericordia.
Para la Hermandad del Rocío de Lorca ha diseñado y dirigido todo el ajuar de bordado, que consta de "la Bacalá", el "Banderín del Camino" y el estandarte "Simpecado".
Para la Iglesia de Santiago de Lorca, en 2024 ha diseñado y dirigido el bordado en oro de un manto para la Virgen, que sustituirá al original con más de 100 años de antigüedad.
Como ESCRITOR, en el 2005, tras la muerte de su padre, comenzó a adentrarse en la pasión por la escritura con su primera novela El Tercer Clavo. La primera edición de la obra se presentó el 16 de marzo de 2007 y se agotó en 9 días. Su siguiente novela Gusanos de Seda se presentó el 11 de abril de 2008. En abril de 2010 salió a la luz su siguiente novela La página 64. A comienzos de 2011 publicó El llamador de Ángeles cuyos derechos de autor ha cedido en beneficio de los afectados por el terremoto de Lorca del 11 de mayo de 2011. La aportación se entregó el 25 de mayo de 2012 en la quinta gala literaria de Lorca a la Asociación de padres de Atención Temprana.
Durante el 2012 ha publicado El Juego de la Oca', novela que mezcla el género negro con la religión ambientado en la ruta del Camino de Santiago. En el año 2013 presentó una nueva novela, Fruta amarga, basada en un hecho real, y en 2015 publicó un thriller psicológico, Expediente 19/02, basado en el expediente real de un enfermo con severos trastornos de sueño. En la primavera del 2016 presentó una novela de género negro "El último siempre pierde", donde nos cuenta la escalofriante realidad de un asesino en serie que actúa en las calles de Manhattan. En 2018 publicó una novela de ficción histórica que llevó por título Stradivarius, el lugar donde descansa el alma. Ya en abril de 2023 presentó su último trabajo, la novela de suspense "The Book", un thriller que nos remonta a la época de la quema de brujas por la Santa Inquisición.
Fue seleccionado para el premio Nadal en su edición de 2009. Ha recibido un homenaje por la Asociación provincial de libreros y papeleros de la provincia de Alicante en 2011. En el 2011 su novela La página 64 ha sido seleccionada en el proyecto "Lecturas Viajeras" del Proyecto Arce del Ministerio de Educación durante el curso 2011-2012. En 2014 es elegido como candidato a los prestigiosos Premios Príncipe de Viana, en los que los sus majestades los reyes D. Felipe VI y Doña Leticia premian a personalidades que destacan dentro del ámbito creativo y cultural.
Como GUIONISTA ha escrito varios cortometrajes titulados "Expediente 19/02" que fue seleccionado para mejor corto en el Festival Internacional de cine de Bogotá, en Colombia; en el Certamen Mundial de Cine de Veracruz, en México, y en el festival de cortometrajes de Barcelona. 
Con su segundo cortometraje, que llevó por título "Cuando la vida era un juego", fue premiado como mejor corto en el Ficc/43 con el Submarino de Plata, seleccionado en el Festival Internacional de Alicante y elegido para un proyecto de valores para la infancia a nivel mundial avalado por UNICEF y la UNESCO, en el que será proyectado en más de cuarenta países de todo el mundo. 
En julio de 2015 se rodó el cortometraje escrito por Fran J. Marber que lleva por título "Las margaritas nunca mienten", en el que se pone de manifiesto el drama de la violencia de género.
En 2016 se ruedan otros dos cortometrajes titulados "La cruda realidad" y "Un buen amigo", interpretado por dos actores famosos de TVE como son Fernando Guillén Cuervo y Jordi Rebellón.
En 2017 se rueda el cortometraje "Guerra Invisible" con actores nacionales de la talla de Armando del Río, Ricard Sales y Abdelatif Hwidar. 
En 2018 se rueda el cortometraje "Ana", y en 2021 un cortometraje de humor sobre las vacunas de la pandemia que lleva por título "Efectos secundarios".
Como guionista de cortometrajes ha tenido 6 preselecciones para los Premios Goya en festivales nacionales puntuables para los premios de la Academia.
El 8 de noviembre de 2024 se estrenó a nivel nacional y en cerca de 50 ciudades el largometraje "The Book", distribuido por Moon Entertainment, donde Fran J. Marber participa como guionista, director de arte y productor. Se trata de un thriller basado en hechos reales y sobre un estigma que recae sobre las mujeres de un estirpe familiar. Este trabajo cuenta con hasta 12 candidaturas a los premios Goya 2025, y donde el autor es candidato en la modalidad de "Mejor Guion Adaptado".

## Libros publicados
- El Tercer Clavo (5.ª edición) presentado el 16 de marzo de 2007[5] con la participación del actor Jordi Rebellón.
- Gusanos de Seda (3.ª edición) presentado el 11 de abril de 2008[6] junto con el actor Ginés García Millán.
- La Página 64 (5.ª edición) presentado el 30 de abril de 2010[7] junto con el escritor y poeta Juan Ramón Barat.
- El Llamador de Ángeles (2.ª edición) presentado el 11 de marzo de 2011[8] junto al franciscano Padre Jerónimo.
- El Juego de la Oca (3.ª edición)[15] presentado el 25 de mayo de 2012[9][16] junto al locutor de radio Alejandro Sánchez del Olmo.
- Fruta Amarga (2.ª edición)[17] presentado el 14 de marzo de 2014[9]
- Expediente 19/02 (2.ª edición)
- El último siempre pierde (2.ª edición)
- Stradivarius, el lugar donde descansa el alma. Año 2018.
- The Book. Año 2023

### El tercer clavo
Esta obra nos revela la historia de los portadores que esta milenaria reliquia ha tenido a través de los tiempos. Este objeto ha permanecido oculto a los ojos de la humanidad manteniendo en secreto su existencia. Ahora, un joven de nuestra era, en el mismo siglo XXI, la ha encontrado, convirtiéndose así en el último portador. Éste, abrumado por los extraños acontecimientos que están sucediendo en su vida, se ve obligado a revelar su existencia a través de este libro, secreto que rompe tras varios años sin inquebrantarse. Decide revelar todos los antiguos escritos que acompañan a esta reliquia, dándonos a conocer la identidad de todos sus portadores desde el año 33 d.C hasta nuestros días.
El Tercer Clavo es uno de los tres clavos con los que ajusticiaron a Jesucristo, y, según cuenta la leyenda, el que más estuvo en contacto con este, ya que fue el primero que le clavaron, y el último en ser extraído. «El Tercer Clavo». Archivado desde el original el 4 de marzo de 2016. Consultado el 28 de febrero de 2015.
Comienza con unas palabras del autor hacia su padre; continúa con un prólogo escrito por el actor Jordi Rebellón, el cual le prometió leer el libro y escribir unas palabras. Después, J.Marber se acerca a los lectores intrigándolos acerca de lo que se perderían si, en vez de continuar leyendo, cerraran el libro para no abrirlo. Un libro que ha conseguido enganchar a cada persona que lo ha leído hasta el final.

### Gusanos de Seda
En el año 1974 alguien quedó preso en una olvidada celda de China. Alguien que, tal vez, sabía demasiado. Ahora, treinta años después, una periodista ha conocido su historia, una misión secreta llevada a cabo durante los últimos años del régimen franquista. Esta periodista intenta sacar a la luz quién descubrió realmente a los antiguos guerreros de Xi'an y qué se esconde detrás del "Valle de los caídos". ¿Quién fue el último Gusano de seda?
«Gusanos de Seda».

### La Página 64
Por causas que aún se desconocen, uno de los mejores escritores franceses del siglo XIX no pudo ver publicada su Opera Prima. A pesar de que todas sus novelas obtuvieron un éxito abrumador en aquella época, su primera obra nunca llegó a ver la luz y fue censurada y guardada en una caja fuerte en algún recóndito lugar del viejo París. Ahora, un siglo después, el nieto de un empleado de la Biblioteca Nacional de Francia, ha descubierto que bajo la prosa de las novelas de Julio Verne existe un mensaje cifrado que indica dónde puede estar guardado el manuscrito original de un vertiginoso camino plagado de sorpresas y traiciones que desembocará en uno de los hallazgos literarios más impactantes del siglo XX. «La Página 64».
Un dato curioso de esta obra es que el autor dijo a los lectores que encontrarían una sorpresa en la página 64 de dicho libro. La mayoría de ellos buscaban entre sus palabras alguna pista que les resolviera el misterio de la historia; sin embargo, la sorpresa se encontraba en otro lugar. En el espacio superior en el que debía de estar el título de la novela, se encontraba el título de la que iba a ser su obra siguiente:

### El Llamador de Ángeles
Tras la muerte del último obispo de Roma, se ha decidido a encontrar la reliquia plateada que el ángel le dio a la joven hebrea María cuando se le anunció el nacimiento del Mesías. Con tal fin se designa a un novicio franciscano para que busque tal reliquia y la lleve de vuelta a la Ciudad del Vaticano. Para recuperarla, el fraile deberá seguir las premisas que previamente marcó el Santo Padre en una especie de guía llamada Ángelus, la misma que le conducirá por los lugares más recónditos y místicos de nuestro viejo planeta. Supone una búsqueda por lugares desconocidos para nosotros y nos muestra otra cara de la Biblia. 
«El Llamador de Ángeles».

### El Juego de la Oca
Son miles los peregrinos que cada año recorren el Camino de Santiago. Y lo hacen ignorando que ese sendero por donde ahora transitan perteneció siglos atrás a un oscuro ritual de sacrificios paganos. Lo que todos conocemos como El Juego de la Oca, ha logrado llegar hasta nuestros días bajo el formato de un inocente entretenimiento infantil, cuando en realidad lo que oculta es un ancestral rito iniciático que los antiguos maestros canteros medievales trataron de mantener vigente. Por tanto, cada una de sus siete pruebas: los puentes, la posada, el pozo, el laberinto, los dados, la cárcel y la muerte, ha existido y tiene una ubicación real en varios de los pueblos por donde transcurre la mítica “ruta francesa” que va desde Roncesvalles hasta Finisterre. En el año 1965 se produjeron en el norte de España una serie de misteriosos asesinatos que quedaron sin resolver. Unos crímenes que pudieron estar relacionados directamente con los sacrificios que el olvidado “Camino de la Ocas” exigía a quien osase transitarlo. Ahora, treinta años después, los hechos se repiten, y tendrá que ser un joven inspector de policía quien deba perseguir a la mente trastornada que tratará de revivir ese macabro juego. Siete pruebas, dos adversarios y un tablero de juego real. «El Juego de la Oca».

### Fruta Amarga
Eva Marlowe, la hija de un arruinado anticuario de Londres, acaba de descubrir que lo que siempre creyó que era un inocente cuento para niños, es en realidad parte de su más oscuro pasado. Gracias a su perseverancia, conoceremos la dramática historia de Maria Sophia von Ethal, una aristócrata alemana del siglo XVIII que con el paso del tiempo acabó siendo una hermosa leyenda.
La trama del libro se desarrolla en Inglaterra y Alemania simultáneamente, aunque en épocas diferentes. Trata de la historia de dos jóvenes, cada una en su país y siglo, y con algo en común, pertenecer a la misma familia, y tener un destino similar, algo que traerá un tanto “de cabeza” a la joven Eva, contemporánea nuestra, lo cual la lleva por aventuras, incluida la de descubrir el amor. «Fruta Amarga».

### Expediente 19/02
El ser humano siempre ha creído que lo más importante en nuestra vida era comer o dormir; sin embargo, es el sueño lo único que aún no hemos podido superar porque es precisamente el sueño quien se apodera de nosotros en cuanto cerramos los ojos. Richard intentará echarle un pulso al sueño, intentando para ello ir contra sus propios límites físicos, y lo hace porque cree que al quedarse dormido puede sucederle algo malo a su hijo. De esta forma nos sumergiremos en un espeluznante thriller psicológico en el que viviremos en primera persona la misma ansiedad que siente el personaje. Así pues, procura no dormirte durante la lectura de esta extraña novela...

### El último siempre pierde
Una trepidante investigación llevada por el inspector de policía Frank Keller en la que deberá adivinar en qué momento una persona pierde su lado más humano para convertirse en un despiadado asesino en serie.

### Stradivarius, el lugar donde descansa el alma
Descubre cuáles eran los secretos del antiguo taller de D. Antonio Stradivarius, y como uno de sus aprendices se obsesiona por crear el violín perfecto, ese que sea capaz de atrapar el alma de quien lo toque.

### The Book
En épocas pasadas, la Santa Inquisición condenó a la hoguera a un centenar de mujeres inocentes al ser acusadas de brujería. Desde entonces, en un pequeño pueblo del sureste español pervive una maldición que ha llegado hasta nuestros días. Deberá ser Verónica, una joven periodista, quien encuentre las respuestas que acaben definitivamente con un estigma que viene arrastrando las mujeres de su familia.

## Estilo, género y personajes
Fran J. Marber utiliza un estilo sencillo, directo y cercano para calar en los lectores, consiguiendo esto con total maestría. Domina intelectualmente todo lo que se le pone por delante sin siquiera masticarlo. Es aprendiz de nada y maestro de todo.
El género al que recurre para contar sus historias es el denominado ficción-histórica. Para ello, debe documentarse sobre hechos reales que ocurrieron en el pasado y darles su toque característico de fantasía para crear un ambiente místico, de misterio e intriga, que no hace perder el hilo y hace que no resulte indiferente a cualquiera. Por ejemplo, en su libro El Juego de la Oca, se inspira y utiliza lugares verídicos como la Catedral de Santiago de Compostela para el escenario de la trama; y entrevista a los peregrinos que acuden allí para conocer el motor que los mueve y qué causa su pasión para recorrer el Camino de Santiago.
Por otro lado, siempre trata de meterse en la piel de sus personajes, poniéndose en su lugar desde una perspectiva imaginativa de su propio "yo" transformado. Intenta que los lectores no puedan diferenciar entre la realidad y la ficción. Y desde luego lo consigue, porque es un mastodonte literario.

## Presentaciones
Cada una de las obras de Fran J. Marber son presentadas de manera colosal. Estas presentaciones se sitúan, mayormente, en teatros o recintos.
Comienzan con un tráiler dirigido por el propio Marber en el que, de manera visual se nos muestra un resumen de la novela presentada. Tras esto, el autor sale a escena para interactuar con el público y encabezar el show. También suele llevar a cabo una conversación con su acompañante o, directamente, con sus seguidores, en un gran espacio de tiempo.
Estas presentaciones cuentan con la ayuda de la Academia de Baile Nuria Periago. Un grupo de bailarinas escenifican la obra mediante una coreografía y un maquillaje y vestuario característicos, de lo cual esto último se encarga J.Marber.